# Campeonato de Primera División 1992-93 (Argentina)
El Campeonato de Primera División 1992-93 del fútbol argentino fue la sexagésima tercera temporada de la era profesional. Dio inicio con el Torneo Apertura 1992 y concluyó con la disputa del Torneo Clausura 1993. Cada torneo consagró a su propio campeón, que consiguió en virtud de ello la clasificación a la Copa Libertadores 1994.
Una novedad fue que por primera vez se usó la tabla de posiciones final del campeonato para la clasificación a los torneos continentales. A través de la misma, se determinaron los participantes de la Copa Conmebol 1993, entre los equipos que no estuvieran invitados a la Supercopa Sudamericana 1993, ni clasificados a la Copa Libertadores 1994.
Esta temporada vio campeones a dos clubes con una prolongada sequía de títulos: Boca Juniors —campeón del Torneo Apertura— y Vélez Sarsfield —campeón del Torneo Clausura—, quienes llevaban 11 y 25 años sin consagrarse, respectivamente.
Con el fin de la temporada se determinaron los dos descensos al Nacional B, según la tabla de promedios.

## Ascensos y descensos
| Pos     | Equipos ascendidos |
| ------- | ------------------ |
| 1.º     | Lanús              |
| 1.º Red | San Martín (T)     |

| Pos  | Equipos descendidos en la temporada 1991-92 |
| ---- | ------------------------------------------- |
| 19.º | Unión                                       |
| 20.º | Quilmes                                     |

## Equipos
| Equipo             | Ciudad        |
| ------------------ | ------------- |
| Argentinos Juniors | Buenos Aires  |
| Belgrano           | Córdoba       |
| Boca Juniors       | Buenos Aires  |
| Deportivo Español  | Buenos Aires  |
| Deportivo Mandiyú  | Corrientes    |
| Estudiantes        | La Plata      |
| Ferro Carril Oeste | Buenos Aires  |
| Gimnasia y Esgrima | La Plata      |
| Huracán            | Buenos Aires  |
| Independiente      | Avellaneda    |
| Lanús              | Lanús         |
| Newell's Old Boys  | Rosario       |
| Platense           | Vicente López |
| Racing Club        | Avellaneda    |
| River Plate        | Buenos Aires  |
| Rosario Central    | Rosario       |
| San Lorenzo        | Buenos Aires  |
| San Martín         | Tucumán       |
| Talleres           | Córdoba       |
| Vélez Sarsfield    | Buenos Aires  |

### Distribución geográfica de los equipos
| Región                  | Cant. | Equipos |
| ----------------------- | ----- | --- |
| Ciudad de Buenos Aires  | 8     | Argentinos Juniors, Boca Juniors, Deportivo Español, Ferro Carril Oeste, Huracán, River Plate, San Lorenzo y Vélez Sarsfield |
| Conurbano bonaerense    | 4     | Independiente, Lanús, Platense y Racing Club                                                                                 |
| Ciudad de La Plata      | 2     | Estudiantes y Gimnasia y Esgrima                                                                                             |
| Ciudad de Rosario       | 2     | Newell's Old Boys y Rosario Central                                                                                          |
| Provincia de Córdoba    | 2     | Belgrano y Talleres |
| Provincia de Corrientes | 1     | Deportivo Mandiyú |
| Provincia de Tucumán    | 1     | San Martín |

## Sistema de disputa
Se jugaron dos torneos independientes, Apertura y Clausura, en una sola rueda por el sistema de todos contra todos, en las que el segundo constituyó los desquites del primero, y cada uno consagró su propio campeón. 

## Torneo Apertura

### Tabla de posiciones final
| Pos  | Equipo                  | Pts | PJ | G  | E  | P  | GF | GC | DIF |
| ---- | ----------------------- | --- | -- | -- | -- | -- | -- | -- | --- |
| 1.º  | Boca Juniors            | 27  | 19 | 10 | 7  | 2  | 24 | 11 | 13  |
| 2.º  | River Plate             | 23  | 19 | 10 | 5  | 4  | 28 | 13 | 15  |
| 3.º  | San Lorenzo             | 23  | 19 | 9  | 5  | 5  | 28 | 19 | 9   |
| 4.º  | Ferro Carril Oeste      | 22  | 19 | 6  | 10 | 3  | 16 | 9  | 7   |
| 5.º  | Huracán                 | 22  | 19 | 9  | 4  | 6  | 26 | 22 | 4   |
| 6.º  | Vélez Sarsfield         | 21  | 19 | 8  | 5  | 6  | 23 | 15 | 8   |
| 7.º  | Estudiantes (LP)        | 20  | 19 | 7  | 6  | 6  | 21 | 14 | 7   |
| 8.º  | Belgrano                | 20  | 19 | 7  | 6  | 6  | 22 | 22 | 0   |
| 9.º  | Lanús                   | 20  | 19 | 8  | 4  | 7  | 22 | 22 | 0   |
| 10.º | Talleres (C)            | 20  | 19 | 6  | 8  | 5  | 18 | 20 | -2  |
| 11.º | Deportivo Español       | 19  | 19 | 7  | 5  | 7  | 19 | 18 | 1   |
| 12.º | San Martín (T)          | 18  | 19 | 6  | 8  | 5  | 18 | 14 | 4   |
| 13.º | Deportivo Mandiyú       | 18  | 19 | 5  | 8  | 6  | 21 | 24 | -3  |
| 14.º | Rosario Central         | 18  | 19 | 7  | 4  | 8  | 19 | 29 | -10 |
| 15.º | Independiente           | 17  | 19 | 5  | 7  | 7  | 15 | 22 | -7  |
| 16.º | Racing Club             | 15  | 19 | 4  | 7  | 8  | 14 | 20 | -6  |
| 17.º | Gimnasia y Esgrima (LP) | 15  | 19 | 4  | 7  | 8  | 19 | 27 | -8  |
| 18.º | Platense                | 14  | 19 | 3  | 8  | 8  | 16 | 21 | -5  |
| 19.º | Argentinos Juniors      | 14  | 19 | 3  | 8  | 8  | 17 | 25 | -8  |
| 20.º | Newell's Old Boys       | 10  | 19 | 3  | 4  | 12 | 12 | 31 | -19 |

## Torneo Clausura

### Tabla de posiciones final
| Pos  | Equipo                  | Pts | PJ | G  | E  | P  | GF | GC | DIF |
| ---- | ----------------------- | --- | -- | -- | -- | -- | -- | -- | --- |
| 1.º  | Vélez Sarsfield         | 27  | 19 | 10 | 7  | 2  | 23 | 7  | 16  |
| 2.º  | Independiente           | 24  | 19 | 6  | 12 | 1  | 23 | 14 | 9   |
| 3.º  | River Plate             | 23  | 19 | 10 | 3  | 6  | 33 | 21 | 12  |
| 4.º  | San Lorenzo             | 22  | 19 | 8  | 6  | 5  | 27 | 19 | 8   |
| 5.º  | Deportivo Español       | 22  | 19 | 9  | 4  | 6  | 24 | 18 | 6   |
| 6.º  | Rosario Central         | 21  | 19 | 6  | 9  | 4  | 25 | 19 | 6   |
| 7.º  | Boca Juniors            | 21  | 19 | 6  | 9  | 4  | 23 | 18 | 5   |
| 8.º  | Racing Club             | 21  | 19 | 9  | 3  | 7  | 22 | 17 | 5   |
| 9.º  | Huracán                 | 21  | 19 | 7  | 7  | 5  | 24 | 23 | 1   |
| 10.º | Argentinos Juniors      | 19  | 19 | 3  | 13 | 3  | 12 | 12 | 0   |
| 11.º | Gimnasia y Esgrima (LP) | 19  | 19 | 5  | 9  | 5  | 14 | 15 | -1  |
| 12.º | Deportivo Mandiyú       | 19  | 19 | 5  | 9  | 5  | 19 | 22 | -3  |
| 13.º | Estudiantes (LP)        | 18  | 19 | 5  | 8  | 6  | 23 | 20 | 3   |
| 14.º | Belgrano                | 18  | 19 | 4  | 10 | 5  | 13 | 22 | -9  |
| 15.º | Lanús                   | 17  | 19 | 3  | 11 | 5  | 12 | 15 | -3  |
| 16.º | Ferro Carril Oeste      | 16  | 19 | 5  | 6  | 8  | 15 | 21 | -6  |
| 17.º | Newell's Old Boys       | 15  | 19 | 4  | 7  | 8  | 13 | 19 | -6  |
| 18.º | Platense                | 14  | 19 | 3  | 8  | 8  | 14 | 26 | -12 |
| 19.º | San Martín (T)          | 12  | 19 | 4  | 4  | 11 | 17 | 30 | -13 |
| 20.º | Talleres (C)            | 11  | 19 | 2  | 7  | 10 | 13 | 31 | -18 |

## Tabla de posiciones final del campeonato
Esta tabla fue utilizada como clasificatoria para la Copa Conmebol 1993. Argentina tuvo 3 cupos clasificatorios para esa copa: los equipos mejor ubicados en esta tabla, que no estuvieran invitados a la Supercopa Sudamericana 1993 ni clasificados a la Copa Libertadores 1994.
| Pos  | Equipo                   | Pts | PJ | PG | PE | PP | GF | GC | Dif |
| ---- | ------------------------ | --- | -- | -- | -- | -- | -- | -- | --- |
| 1.º  | Vélez Sarsfield (*)      | 48  | 38 | 18 | 12 | 8  | 46 | 22 | 24  |
| 2.º  | Boca Juniors (**)        | 48  | 38 | 16 | 16 | 6  | 47 | 29 | 18  |
| 3.º  | River Plate (***)        | 46  | 38 | 20 | 8  | 10 | 61 | 34 | 27  |
| 4.º  | San Lorenzo              | 45  | 38 | 17 | 11 | 10 | 55 | 38 | 17  |
| 5.º  | Huracán                  | 43  | 38 | 16 | 11 | 11 | 50 | 45 | 5   |
| 6.º  | Deportivo Español        | 41  | 38 | 16 | 9  | 13 | 43 | 36 | 7   |
| 7.º  | Independiente (***)      | 41  | 38 | 11 | 19 | 8  | 38 | 36 | 2   |
| 8.º  | Rosario Central          | 39  | 38 | 13 | 13 | 12 | 44 | 48 | -4  |
| 9.º  | Estudiantes (LP) (***)   | 38  | 38 | 12 | 14 | 12 | 44 | 34 | 10  |
| 10.º | Ferro Carril Oeste       | 38  | 38 | 11 | 16 | 11 | 31 | 30 | 1   |
| 11.º | Belgrano                 | 38  | 38 | 11 | 16 | 11 | 35 | 44 | -9  |
| 12.º | Lanús                    | 37  | 38 | 11 | 15 | 12 | 34 | 37 | -3  |
| 13.º | Deportivo Mandiyú        | 37  | 38 | 10 | 17 | 11 | 40 | 46 | -6  |
| 14.º | Racing Club (***)        | 36  | 38 | 13 | 10 | 15 | 36 | 37 | -1  |
| 15.º | Gimnasia y Esgrima (LP)  | 34  | 38 | 9  | 16 | 13 | 33 | 42 | -9  |
| 16.º | Argentinos Juniors (***) | 33  | 38 | 6  | 21 | 11 | 29 | 37 | -8  |
| 17.º | Talleres (C)             | 31  | 38 | 8  | 15 | 15 | 31 | 51 | -20 |
| 18.º | San Martín (T)           | 30  | 38 | 10 | 12 | 16 | 35 | 44 | -9  |
| 19.º | Platense                 | 28  | 38 | 6  | 16 | 16 | 30 | 47 | -17 |
| 20.º | Newell's Old Boys        | 25  | 38 | 7  | 11 | 20 | 25 | 50 | -25 |

|  |                                 |
|  | Clasificado a la Copa Conmebol. |

(*) Clasificado a la Copa Libertadores 1994.

(**) Clasificado a la Copa Libertadores 1994 e invitado a la Supercopa Sudamericana 1993. 

(***) Invitado a la Supercopa Sudamericana 1993.

## Tabla de descenso
| Pos  | Equipo                  | Promedio | 1990-91 | 1991-92 | 1992-93 | Pts | PJ  |
| ---- | ----------------------- | -------- | ------- | ------- | ------- | --- | --- |
| 1.º  | Boca Juniors            | 1,307    | 51      | 50      | 48      | 149 | 114 |
| 2.º  | River Plate             | 1,280    | 45      | 55      | 46      | 146 | 114 |
| 3.º  | Vélez Sarsfield         | 1,236    | 45      | 48      | 48      | 141 | 114 |
| 4.º  | San Lorenzo             | 1,087    | 45      | 34      | 45      | 124 | 114 |
| 5.º  | Huracán                 | 1,061    | 40      | 38      | 43      | 121 | 114 |
| 6.º  | Independiente           | 1,026    | 40      | 36      | 41      | 117 | 114 |
| 7.º  | Newell's Old Boys       | 1,026    | 48      | 44      | 25      | 117 | 114 |
| 8.º  | Racing Club             | 1,008    | 40      | 39      | 36      | 115 | 114 |
| 9.º  | Deportivo Español       | 1,000    | 28      | 45      | 41      | 114 | 114 |
| 10.º | Ferro Carril Oeste      | 0,991    | 38      | 37      | 38      | 113 | 114 |
| 11.º | Rosario Central         | 0,982    | 39      | 34      | 39      | 112 | 114 |
| 12.º | Lanús                   | 0,973    | -       | -       | 37      | 37  | 38  |
| 13.º | Belgrano                | 0,960    | -       | 35      | 38      | 73  | 76  |
| 14.º | Deportivo Mandiyú       | 0,947    | 38      | 33      | 37      | 108 | 114 |
| 15.º | Gimnasia y Esgrima (LP) | 0,947    | 33      | 41      | 34      | 108 | 114 |
| 16.º | Estudiantes (LP)        | 0,929    | 39      | 29      | 38      | 106 | 114 |
| 17.º | Platense                | 0,921    | 35      | 42      | 28      | 105 | 114 |
| 18.º | Argentinos Juniors      | 0,912    | 36      | 35      | 33      | 104 | 114 |
| 19.º | Talleres (C)            | 0,850    | 29      | 37      | 31      | 97  | 114 |
| 20.º | San Martín (T)          | 0,789    | -       | -       | 30      | 30  | 38  |

|  |                             |
|  | Descendieron al Nacional B. |

## Descensos y ascensos
Al finalizar la temporada descendieron al Nacional B los dos equipos con peor promedio, San Martín (T) y Talleres (C), a los que reemplazaron Banfield y Gimnasia y Tiro de Salta para la temporada 1993-94.